# Fausto Poli
Fausto Poli (Usigni, 17 de fevereiro de 1581 - Orvieto, 7 de outubro de 1653) foi um cardeal do século XVII

## Biografia
Nasceu em Usigni em 17 de fevereiro de 1581. Filho de Sisinio Poli e Polidora, membros de uma abastada família local.
Recebeu sua educação inicial de seu tio Nicolangelo Poli, pároco de Usigni, e continuou sua formação no Studio di Macerata ..
Ordenado em 1602 pelo cardeal Alfonso Visconti, bispo de Spoleto, que o nomeou prior da paróquia de S. Fortunato em Poggioprimocaso di Cascia, e mais tarde, na qualidade de legado papal da Marca e governador de Ascoli, o manteve em seu serviço. Após a morte do Cardeal Visconti em 19 de setembro de 1608, foi para Roma e foi oferecido para trabalhar na Secretaria de Estado do Cardeal Michelangelo Tonti, mas preferiu oferecer seus serviços ao Cardeal Maffeo Barberini, futuro Papa Urbano VIII, que havia recentemente se tornado bispo de Spoleto, que o nomeou mestre da casa, confiou-lhe a administração de seus bens e em 1611 levou-o consigo para Bolonha, quando foi enviado para governar aquela Legação por três anos. Em 24 de janeiro de 1619, o Senado de Roma concedeu-lhe, seus sobrinhos e seus descendentes cidadania romana e agregação ao cidadão patriciado em perpetuidade. Em 1623 tornou-se camareiro particular,furiere maggiore e mordomo do Palácio Apostólico. Economodo Palácio Apostólico. Em 2 de outubro de 1624 obteve o título de canônico na basílica romana de S. Maria Maggiore. Durante o ano jubilar de 1625, o papa lhe confiou a tarefa de prover para os ilustres convidados que visitavam a cidade: os príncipes da Polônia Ladislao e Alessandro Carlo, Fernando II, grão-duque da Toscana, o arquiduque Leopoldo da Áustria e Odoardo Farnese, duque de Parma. Em abril de 1627, foi nomeado mestre da casa do pontífice, cuidando também dos negócios do sobrinho cardeal Francesco Barberini, de Carlo, irmão do papa, e de seus filhos. Pouco depois, em 31 de agosto de 1627, foi nomeado canônico na basílica de São Pedro. Em 2 de outubro de 1627, foi nomeado governador de Castel Gandolfo por um período de três anos, cargo que foi gradualmente reconfirmado até 1643. Em 10 de março de 1629,ad beneplacitum ..
Eleito arcebispo titular de Amasea, em 14 de março de 1633. Consagrado, segunda-feira, 25 de julho de 1633, palácio Quirinale, Roma, pelo cardeal Antonio Barberini, sênior , OFMCap., auxiliado por Giovanni de Robbia, bispo de Bertinoro, e por Benedetto Landi, ex- bispo de Frossombrone. Núncio perante a infanta Maria, irmã do rei Felipe IV de Espanha e esposa do imperador Fernando da Áustria na sua viagem pelo estado pontifício a caminho de Viena..
Criado cardeal sacerdote no consistório de 13 de julho de 1643; recebeu o gorro vermelho e o título de S. Crisogono, em 31 de agosto de 1643. Prefeito interino do Palácio Apostólico, em 13 de julho de 1643. Transferido para a sé de Orvieto, com título pessoal de arcebispo, em 23 de maio de 1644. Participou o conclave de 1644, que elegeu o Papa Inocêncio X..
Morreu em Orvieto em 7 de outubro de 1653. Transferido para Roma, e segundo seu testamento, enterrado em seu título, ao lado direito da capela de Angiolo Custódio.